# SV Lichtenberg 47
Maillots
Actualités
Dernière mise à jour : 3 décembre 2023.
Le SV Lichtenberg 47 est un club allemand de football localisé dans la commune de Lichtenberg dans l’arrondissement du même nom à Berlin.

## Localisation

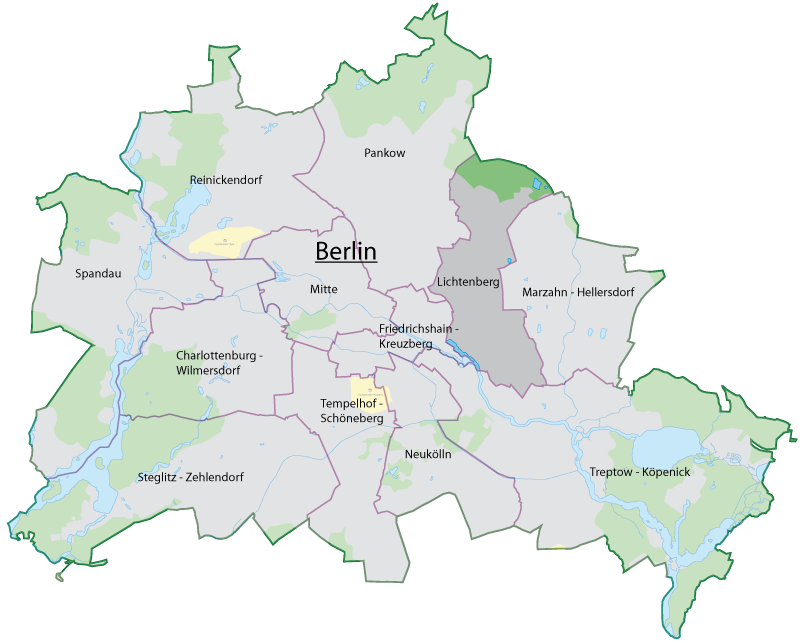
Localisation de l'arrondissement de Lichtenberg

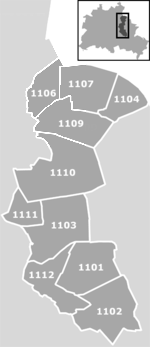
Les quartiers de l'arrondissement de Lichtenberg

## Histoire
Les origines du club remontent à la fondation en 1923 du Lichtenberg SC Germania. Dix ans plus tard, sur ordres du régime nazi, le club dut fusionner avec le Lichtenberg SC Stern et le Rot-Weiss Lichtenberg pour former le VfB 1923 Lichtenberg.
En 1945, le club fut dissous par les Alliés, comme tous les clubs et associations allemands (voir Directive n°23). Le club fut reconstitué sous l’appellation Sportgruppe Lichtenberg-Nord ou SG Lichtenberg-Nord.
Dès la saison 1945-1946 une Berlin stadtsliga fut mise sur pied. Elle regroupa 36 équipes renommées Sportgruppe (SG) et reparties en 4 groupes de 9. Le SG Lichtenberg-Nord termina à la 3e place, à égalité de points SG Niederschönweideet le SG Aldershof. Après un tournoi de départage, Le SG Lichtenberg-Nord fut qualifié pour l’Oberliga Berlin qui la saison suivante regroupa 12 équipes. L’équipe y termina 10e sur 12 et fut relégué.
En 1947, le club fut renommé Sportgemeinschaft (SG) Lichtenberg 47.
À partir de 1947, la DFB retrouva la totalité de ses prérogatives (abandonnées à partir de 1933 lors de l’arrivée au pouvoir qui placèrent tout le sport allemand sous leur contrôle – voir DRL/NSRL ). Cinq ligues de niveau 1 furent établies, les Oberligen parmi lesquelles figura l’Oberliga Berlin. 
En 1947-1948, le SG Lichtenberg 47 joua et remporta le Groupe B de l’Amateurliga Berlin (qui était alors partagée en 3 groupes). La saison suivante, cette ligue fut scindée en quatre groupes. Grâce à sa première place, le SG Lichtenberg 47 remonta en Oberliga Berlin. Dernier des 12 équipes, le cercle redescendit.
À partir de 1949, le club joua sous la dénomination de Sport-Club Lichtenberg 47.

### La semi-obscurité
Lors de la saison 1949-1950, le SC Lichtenberg 47 remporta le Groupe A de l’Amateurliga Berlin. Mais le cercle ne remonta pas en Oberliga Berlin et pour cause…
Localisé dans la partie orientale de la ville, donc la zone soviétique, le SC Lichtenberg 47 fit partie de la RDA nouvellement créée et devint membre de fait de la Deutscher Fussball-Verband (DFV), la fédération est-allemande de football.
Le club presta la saison 1950-1951, en DDR-Oberliga puis fut relégué. Le cercle connut alors le destin des associations sportives est-allemandes, et vécut essentiellement en fonction des humeurs des responsables politiques communistes (voir Gestion des clubs sportifs en RDA). Il conserva son appellation de Sport-Club Lichtenberg 47 jusqu’en 1969. À ce moment, le 8 janvier, il fut fusionné avec le Betriebssportgemeinschaft (BSG) Elektroproject und Anlagebau Berlin pour former le BSG EAB Lichtenberg 47.Le 1er février 1979, le club fut renommé BSG EAB 47 Berlin.
Le cercle joua régulièrement à l’ascenseur entre les niveaux 2 et 3 de la DFV. En 1974, le cercle connut son meilleur résultat avec une 4e place finale en DDR-Liga, la Division 2 est-allemande.

### Après la réunification
Après la Chute du Mur de Berlin en 1989 et la réunification de l’Allemagne en 1990, le club changea rapidement son nom en SV Lichtenberg 47.
Le club remporta la Bezirksliga Berlin (version est-allemande) en 1990 et 1991. Si la première année, il échoua lors du tour final, lors de la deuxième, il gagna le droit de rejoindre l’Oberliga Nordost une ligue constituée par la DFB, au niveau 3 afin d’absorber les nombreux clubs de la désormais ex-RDA.
L’Oberliga Nordost fut partagée en trois groupes (Nord, Centre et Sud). Versé dans la série Centre, en 1991-1992, le SV Lichtenberg 47 termina 20e et dernier et redescendit vers le niveau 4 et une ligue nouvelle créée, la Verbandsliga Berlin.
Après une saison en milieu de tableau, le SV Lichtenberg termina le championnat 1993-1994 à la 17e place sur 19 et fut une nouvelle fois relégué.
Le descente fut synonyme d’un recul de deux niveaux car en raison de l’instauration des Regionalligen en tant que 3e niveau, toutes les ligues inférieures reculèrent d’un rang. Lichtenberg 47 se retrouva ainsi en Landesliga Berlin au 6e niveau de la pyramide du football allemand.
En 1995, le club termina sur la troisième marche du podium de la section 1, derrière le SC Union 06 Berlin et le Berliner SV 92. La saison suivante, le SV Lichtenberg 47 conquit le titre et remonta au 5e niveau.
Le club évolua cinq saisons en Verbandsliga Berlin. Vice-champion en 2000, il enleva le titre en 2001 et monta en Oberliga Nordost Nord (niveau 4). Il y joua quatre saisons puis redescendit.
Le SV Lichtenberg 47 resta alors en Verbandsliga Berlin, qui devint la Berlin-Liga en 2008 (6e niveau) lorsque fut instaurée la 3. Liga, en tant que Division 3.

## Palmarès
- Champion de la 1. Klasse Berlin: 1948.
- Champion de la Kreisliga Berlin: 1950.
- Champion de la Bezirksliga Berlin (RDA): 1955, 1964, 1970, 1971, 1981, 1983, 1990, 1991.
- Champion de la Landesliga Berlin: 1996.
- Champion de la Verbandsliga Berlin: 2001

## Stade
Le SV Lichtenberg 47 joue ses rencontres à domicile au Hans-Zoschkestadion, un stade doté d’une capacité de 10 000 places. L’enceinte fut érigée en 1951 sur le site de l’ancienne Sportplatz Normannenstraße (qui avait une capacité de 18 000 places). Le nom du stade rend hommage à Hans Zoschke, qui fut un athlète et résistant communistes assassiné par les Nazis en 1944. 
Le site est adjacente des anciens locaux de la Stasi, les sinistres services de police de sécurité de l’ex-RDA, qui entretenaient des rapports conflictuels avec le club.
La Légende raconte que le stade devait être démoli après que Erich Mielke, grand patron de la Stasi aurait vu depuis la fenêtre de son bureau, l’équipe de la police d’Etat, le Berliner FC Dynamo se faire battre. L’enceinte aurait été sauvée des bulldozers, parce qu’Elfried Zoschke, la veuve de Hans et ancienne résistante, eut passé un coup de fil à Erich Honecker, alors chef de l’État est-allemand.